# Vega (Schiff, 1949)
Die Vega ist eine 1949 in den USA als Yawl gebaute Segelyacht, die die portugiesische Marine von 1976 bis 2008 als Segelschulschiff nutzte. Das zuvor unter verschiedenen Namen privat genutzte Boot wurde anschließend aufgelegt, 2017 endgültig außer Dienst gestellt, verkauft und wird unter dem Namen Encontro restauriert.

## Bau und technische Daten
Die Vega ist eine klassische Segelyacht aus Holz, die vom amerikanischen Yachtkonstrukteur John G. Alden entworfen und bei Henry Hinckley in Southwest Harbor, Maine, gebaut wurde. Das Boot ist über alles 19,81 Meter lang, 4,33 Meter breit, 2,78 Meter tief und verdrängt 33 Tonnen. Als Yawl konnten in ihrem Rigg bis zu vier Segel (Genua, Großsegel, Stagsegel, und Besansegel) mit 233 m² gesetzt werden. Unter Segeln erreicht sie eine Geschwindigkeit von 9,0 Knoten. Beim Umbau 1965 wurde der Besanmast entfernt und ein neuer Großmast aus Aluminium gesetzt. Zusätzlich ist sie mit einem Dieselmotor des japanischen Herstellers Yanmar aus Osaka ausgestattet, der 127 PS leistet. Die Besatzung bestand in der portugiesischen Marine aus zwei Offizieren, drei Mannschaften und bis zu zehn Kadetten.

## Geschichte
Das Boot wurde für Cummins Catherwood aus Philadelphia gebaut, der ihm den Namen Valhalla gab. Bis 1965 wurde sie noch dreimal verkauft und trug die Namen Mai Tai (Besitzer: John Griffith, 1955–1957), Currituck (OB Reid, 1957–1963) sowie Janie C (L. Coleman, 1963–1965). In dieser Zeit nahm das Boot an zahlreichen Hochseeregatten teil, etwa dem „Honolulu Race“ und dem „Newport to Annapolis Race“.
1965 erwarb der portugiesische Industrielle José Manuel de Mello das Boot, ließ es nach Portugal überführen und gab ihm den Namen Arreda IV mit Heimathafen Lissabon. In Portugal ließ er das Boot zum Kutter umbauen und setzte ihn ebenfalls bei Hochseeregatten ein. 1973 spendete er sie dem Clube Náutico de Cadetes da Armada (CNOCA), einem Segelclub für Marineoffiziere, die dem Boot den Namen Vega nach dem gleichnamigen Stern Vega gab.
Im Mai 1976 wurde die Vega von der portugiesischen Marine als Segelschulschiff übernommen, aufgrund der militärischen Indienststellung als NRP Vega geführt und erhielt zusätzlich die Kennung A 5201. Unter Beibehaltung des Namens setzte sie das Boot zur Segelausbildung der Kadetten der Marineschule ein. Auf den Ausbildungsfahrten konnten die Offiziere die an der Marineschule erworbenen theoretischen Kenntnisse in der Praxis üben bzw. vertiefen. Ebenso nahm die Vega an nationalen wie internationalen Ozeanregatten wie der „Operation Sail 1976“, dem „Channel Race“ (Solent nach Le Havre) und vielen weiteren teil.
2008 wurde das Boot angesichts des Alters außer Dienst gestellt. Ihre Aufgaben und die Kennung übernahm die während eines  Drogenschmuggels beschlagnahmte Ketsch Zarco. Die Vega wurde zunächst aufgelegt und stand Jahre unter einem Zeltdach. 2017 verkaufte die Marine das Boot an einen Privatmann, der das Boot restaurieren ließ und ihm den Namen Encontro gab. 2023 soll das Boot wieder in Fahrt kommen.